# TASS est autorisé à déclarer…
TASS est autorisé à déclarer… (ТАСС уполномочен заявить..., TASS oupolnomotchen zaïavit) est une mini-série soviétique en 10 épisodes réalisé par Vladimir Fokine, sorti en 1984.

## Synopsis
À Moscou, le KGB est à la recherche d’un traître qui vend à la CIA des informations sur la présence soviétique en Nagonie, un pays imaginaire situé en Afrique. Là-bas, un agent du KGB est engagé dans une course contre la montre pour déjouer le coup d’État que la CIA prépare et qu’un de ses agents veut précipiter à des fins personnelles.

## Fiche technique
- Titre : TASS est autorisé à déclarer…[2]
- Titre original : ТАСС уполномочен заявить... (TASS oupolnomotchen zaïavit)
- Réalisation : Vladimir Fokine
- Scénario : Julian Semenov
- Photographie : Igor Klebanov
- Musique : Edouard Artemiev
- Pays d'origine : URSS
- Format : Couleurs - 35 mm - Mono
- Genre : Film d'espionnage, drame
- Durée : 700 minutes (10 épisodes)
- Date de sortie : 1984

## Distribution
- Mikhaïl Glouzski : Piotr Fiodorov
- Viatcheslav Tikhonov : Konstantin Konstantinov
- Youri Solomine : Vitali Slavine
- Nikolaï Zassoukhine : Pavel Makarov
- Vakhtang Kikabidze : John Glabb
- Alexeï Petrenko : Pol Dik
- Elvira Zoubkova : Pilar
- Nikolaï Skorobogatov : Oleg Arkhipkine
- Gueorgui Youmatov : Aiven Beliu
- Irina Alfiorova : Olga Vinter
- Ivars Kalniņš : Igor Minaïev
- Ermengueld Konovalov : Stau
- Leonid Iarmolnik : Gretchaïev
- Vladimir Beloussov : Tsyzine
- Alexeï Rozanov : Karlucci
- Wacław Dworzecki : Viktor Vinter
- Boris Khimitchev : Michael Welsh
- Vladlen Davydov : Eriomine
- Leonid Kouravliov : Andreï Zotov
- Boris Kliouïev : Sergueï Doubov
- Marina Levtova : Olga Vronskaïa
- Mikhaïl Jigalov : Mikhaïl Paramonov